# Tripelpunt (waterscheiding)

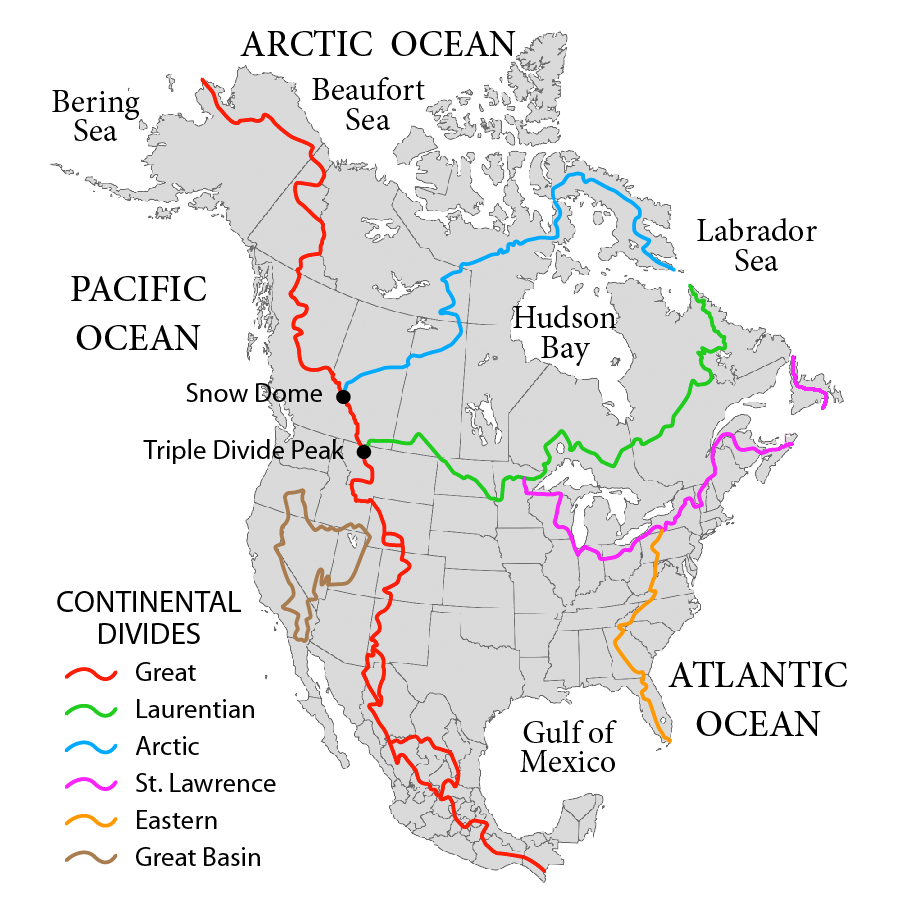
Een kaart met een aantal tripelpunten in Noord-Amerika

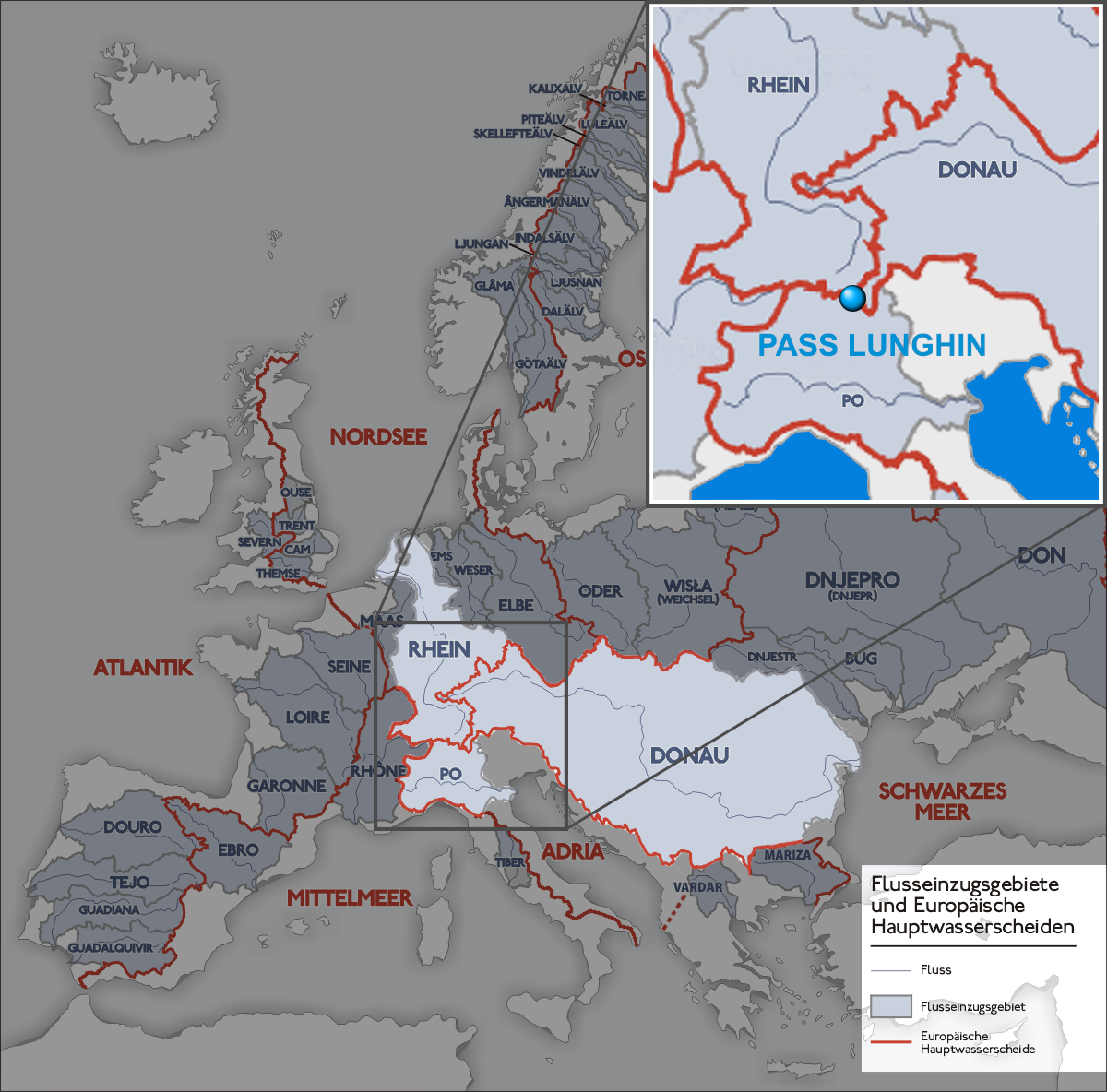
Kaart met het tripelpunt bij de Lunghinpas

Een tripelpunt is een punt in een landschap waar drie stroomgebieden samen komen. Meestal is het een punt dat hoog ligt ten opzichte van het omringende landschap. Zo ligt er een tripelpunt op de Lunghinpas in Zwitserland, waar de waterscheidingen van Rijn, Donau en Po aan elkaar grenzen. Een regendruppel die op dit een punt zou vallen komt afhankelijk van de exacte plaats hetzij in de Noordzee, hetzij in de Zwarte Zee, hetzij in de Middellandse Zee terecht. 